# Jean-Marc Thibault
Jean-Marc Thibault fue un director, actor y guionista francés, nacido el 24 de agosto de 1923 en Saint-Bris-le-Vineux, en el departamento de Yonne, y fallecido en Marsella el 28 de mayo de 2017. Consiguió fama con su dúo con el actor Roger Pierre.

## Biografía
Hijo de Raoul Thibault, funcionario, y Simone Pinault, realiza sus estudios en el Lycée Voltaire de París.
Tras seguir el curso Simon (una de las más antiguas clases de formación teatral para actores en Francia), Jean-Marc Thibault prepara su carrera en los bals musette. También actúa algunos sketchs en los cabarés.
Su primera aparición cinematográfica tiene lugar en el año 1944 con la película Premier de cordée de Louis Daquin.
Después de la Segunda Guerra Mundial, forma con Roger Pierre un dúo cómico que dura varias décadas y actúa entre otras cosas en los programas de Maritie y Gilbert Carpentier. Esta asociación da lugar a numerosos espectáculos y a cinco largometrajes: La vie est belle, en 1956, Vive les vacances, en 1958, Les motards, en 1959 (con, entre otros, Francis Blanche), Un cheval pour deux, en 1961, y Faites donc plaisir aux amis en 1969.
Acostumbrado a las comedias populares, Jean-Marc Thibault actúa, entre más cosas, en 1955, dentro de Les assassins du dimanche de Alex Joffé, Les Baratineurs, en 1965, de Francis Rigaud. Más tarde, en 1978, Yves Boisset lo contrata en La Femme flic, con Miou-Miou, y Jean Marbœuf para Vaudeville.
Roger Pierre y Jean-Marc Thibault presentaron con frecuencia el programa Les Grands Enfants emitido de 1967 hasta 1970. Se trataba de un programa televisivo de entretenimiento en el que participaron numerosos humoristas de la época: Jacqueline Maillan, Jean Poiret, Michel Serrault, Jacques Martin, Sophie Desmarets, Roger Carel, Francis Blanche, Jean Yanne, Maurice Biraud, Marcel Amont…
Desde 1985 hasta 1993, Jean-Marc Thibault se dedica a la televisión, actúa entre más cosas en la exitosa serie de televisión Maguy, que se desarrolla en el « Vézinet», como alusión a la ciudad del Vésinet en el departamento francés Les Yvelynes (donde, sin embargo, la serie nunca llegó a rodarse, con, entre más actores, Rosy Varte y Marthe Villalonga, y en La Tête en l'air, cuyo guion fue escrito por su esposa Sophie Agacinski.
El actor regresa al cine en 2001 con dos largometrajes: De l'amour de Jean-François Richet y Vidocq de Pitof. Luego, en 2002, actúa en Féroce de Gilles de Maistre con Samy Naceri, película que denuncia la creciente popularidad de la extrema derecha francesa, y va de telefilm en telefilm (cuatro para el año 2003).
Su compañero de siempre, Roger Pierre, que era seis días menor, falleció a la edad de 86 años el 23 de enero de 2010.

## Vida privada
Al final de la Segunda Guerra Mundial, Jean-Marc Thibault se casa con Madeleine. Seguirán casados durante veinte años y tendrán tres hijos: Xavier, Frédéric y Anne.
Durante un rodaje, en 1965, conoce la actriz Sophie Agacinski con quien se casa en 1983. Es la hermana de Sylviane Agacinski, esposa de Lionel Jospin.
Jean-Marc Thibault es el padre de Xavier Thibault y Frédéric Thibault, directores del Gran Orquestra del Splendid, y de Alexandre Thibault, actor y director.

## Filmografía

### En el cine
- 1944: Premier de cordée de Louis Daquin, adaptado de la novela homónima de Roger Frison-Roche.
- 1947: Antoine et Antoinette de Jacques Becker - (Un chico tendero)
- 1947: La cage aux filles  - (Edmond)
- 1947: Une vie de garçon de Jean Boyer - (Bobby)
- 1947: Lettre ouverte de Alex Joffé - (Gaston)
- 1947: Femmes de Paris de Jean Boyer
- 1948: Je n'aime que toi de Pierre Montazel - (Un periodista de Ici-Paris)
- 1949: Désordre de Jacques Baratier - Documental - (Él mismo)
- 1953: Belle mentalité de André Berthomieu - (el periodista)
- 1953: L'Œil en coulisses de André Berthomieu - (Dudu Durand)
- 1954: Escalier de service de Carlo Rim - (Léo, el fotógrafo callejero, en los sketchs)
- 1954: Les nuits de Montmartre de Pierre Franchi - (Robert Verdier)
- 1955: Les deux font la paire de André Berthomieu - (Hector Trignol)
- 1955: Les assassins du dimanche de Alex Joffé - (Robert Simonet)
- 1956: La vie est belle de Roger Pierre y Jean-Marc Thibault - (Paul)
- 1956: Une nuit aux Baléares de Paul Mesnier - (Pierrot)
- 1956: Nous irons à Champignol de Jean Bastia - (Un guardia)
- 1957: C'est arrivé à 36 chandelles de Henri Diamant-Berger - (él mismo)
- 1958: Vive les vacances de Jean-Marc Thibault - (Jeannot)
- 1958: Sans famille de André Michel - (El payaso Bob)
- 1959: Les motards de Jean Laviron - (Marc Pugnaire)
- 1960: Les héritiers de Jean Laviron - (Marc)
- 1960: Un cheval pour deux de Jean-Marc Thibault - (Roland)
- 1960: Napoléon II, l'aiglon de Claude Boissol (Napoleón Bonaparte.)
- 1961: La belle américaine de Robert Dhéry - (El hombre afeminado en recepción)
- 1961: Virginie de Jean Boyer - (Olivier)
- 1961:Tartarin de Tarascon de Francis Blanche - (el segundo escult)
- 1961: Nous irons à Deauville de Francis Rigaud - (Un responsable de la ferretería)
- 1964: Les gros bras de (Jean Rodin)
- 1965: Les Baratineurs de Francis Rigaud - (El otro recepcionista del albergue)
- 1966: Les malabars sont au parfum de Guy Lefranc - (Michel Bouchard y Markovitch, el agente ruso)
- 1969: Faites donc plaisir aux amis de Francis Rigaud - (Lucien Barjon)
- 1969: Le débutant - (El director)
- 1969: Des vacances en or de Francis Rigaud - (Philippe)
- 1972: Gross Paris de Gilles Grangier
- 1974: En grands pompes de André Teisseire - (Gustave)
- 1976: Le juge Fayard dit le shérif de Yves Boisset - (Camus, el empresario)
- 1977: Les Bidasses au pensionnat de Michel Vocoret - (el capitán Jolly)
- 1978: Genre masculin de Jean Marbœuf - (Alain)
- 1978: On efface tout de Pascal Vidal - (Armorin)
- 1979: La ville des silences de Jean Marbœuf - (el parado)
- 1979: La Femme flic de Yves Boisset - (el comisario Porel)
- 1980: Signé Furax de Marc Simenon - (El ministro)
- 1980: Le Roi des cons de Claude Confortès - (El gordo quejica)
- 1980: Croque la vie de Jean-Charles Tacchella - (Sr. Lamblin, el padre de Thérèse)
- 1981: Allons z'enfants de Yves Boisset - (Pradier)
- 1981: Mon curé chez les nudistes de Robert Thomas - (Antoine)
- 1982: Le corbillard de Jules de Serge Pénard - (Gaston Ribourdoir)
- 1982: Petit Joseph de Jean-Michel Barjol - (Jean Galloudec, llamado « Pépé»)
- 1986: Vaudeville de Jean Marbœuf - (Pierrot)
- 1990: Voir l'éléphant de Jean Marbœuf - (La Fringale)
- 1990: La femme fardée de José Pinheiro - (Simon Béjard)
- 1994: De sueur y de sang de Paul Vecchiali - (Jacky, el entrenador)
- 1997: Le record de Edwin Baily
- 2000: L'enfant de la honte de Claudio Tonetti
- 2000: Vidocq de Pitof - (Leviner)
- 2000: Mistinguett, la dernière revue de Jérôme Savary
- 2001: De l'amour de Jean-François Richet - (El padre de Maria)
- 2002: Féroce de Gilles de Maistre - (Hugues-Henri Lègle, el jefe)
- 2009: Un homme et son chien de Francis Huster - (el hombre del autobús en la sopa popular)
- 2009: Mademoiselle Chambon de Stéphane Brizé - (el padre de Jean)

### En la televisión
- 1964: Le Théâtre de la jeunesse: Méliès, le magicien de Montreuil-sous-Bois (telefilme) de Jean-Christophe Averty
- 1967: Deux Romains en Gaule (telefilme) de Pierre Tchernia
- 1972: L'Image (telefilme) de Jeannette Hubert
- 1973: Les Maudits Rois fainéants (téléroman) de Maritie y Gilbert Carpentier con Roger Pierre
- 1974: Rossel y la commune de Paris (telefilme) de Serge Moati
- 1974: La Mer promise (telefilme) de Jacques Ertaud
- 1977: Le Passe-muraille (telefilme) de Pierre Tchernia
- 1978: Messieurs les ronds-de-cuir de Daniel Ceccaldi
- 1978: L'Avare (telefilme) de Jean Pignol
- 1978: Les Cinq Dernières Minutes, episodio "Les loges du crime" de Jean Chapot: Marcus
- 1978: Pierrot mon ami (telefilme) de François Leterrier
- 1978: Les Fleurs fanées (telefilme) de Jacques Ertaud
- 1979: Mathieu, Gaston, Peluche (telefilme) de Bernard Roland
- 1980: Docteur Teyran (telefilme) de Jean Chapot: Raymond Carmel
- 1980: Le Mécréant (telefilme) de Jean L'Hôte
- 1980: Le Boulanger de Suresnes (telefilme) de Jean-Jacques Goron
- 1980: L'Atterrissage (telefilme) de Éric Le Hung
- 1981: Le Wagon de Martin (telefilme) de Patrick Saglio
- 1981: Le Voyageur imprudent (telefilme) de Pierre Tchernia
- 1982: Papa Poule temporada 2 (las vacaciones de padrazo y compañía) (un transeúnte en el mercado)
- 1982: in Les Enquêtes du commissaire Maigret: Maigret et les braves gens (el tendero)
- 1984: Emportez-la avec vous (telefilme) de Jean Sagols
- 1984: 'Une vie comme je veux (telefilme) de Jean-Jacques Goron
- 1985: Maguy (téléroman) de Jean-Guy Gingembre
- 1985: Clémence Aletti (Serie de televisión) de Peter Kassovitz
- 1985: La Mule de corbillard de Claude Vajda
- 1987: La Tête en l'air (téléroman) de Marlène Bertin
- 1993: La Treizième Voiture (telefilme) de Alain Bonnot
- 1993: Les Grandes Marées(téléroman) de Jean Sagols
- 1994: Une femme contre l'ordre (telefilme) de Didier Albert
- 1996: Billard à l'étage (telefilme) de Jean Marbœuf
- 1996: Le Roi en son moulin (telefilme) de Jacob Berger
- 1996: Terre indigo (miniserie) de Jean Sagols
- 1997: La Femme du pêcheur (telefilme)
- 1998: Le Comte de Monte Cristo (téléroman) de Josée Dayan
- 1999: Ma terre (telefilme) de Bernard Malaterre
- 2000: Le Châtiment du Makhila (telefilme) de Michel Sibra
- 2001: Le Compagnon : choisir son père (telefilme) de Pierre Lary
- 2002: Une deuxième chance (telefilme) de Frédéric Krivine
- 2002: Rien ne va plus (telefilme) de Michel Sibra
- 2002: Le Compagnon (telefilme) de Maurice Frydland y Pierre Lary
- 2003: Fruits mûrs (telefilme) de Luc Béraud

## Teatro
- 1943: Cristobal de Charles Exbrayat, puesta en escena de Jean Darcante (Compagnie d'art dramatique Jean Darcante), creación en el Théâtre Montparnasse-Gaston Baty
- 1952: L'Amour en papier de Louis Ducreux, puesta en escena de Michel de Ré, Théâtre du Quartier Latin
- 1952: Le Jardin du roi de Pierre Devaux, puesta en escena de Michel de Ré, Théâtre du Quartier Latin.
- 1952: Le Sire de Vergy de Robert de Flers y Gaston Arman de Caillavet, puesta en escena de Jean-Pierre Grenier, Théâtre La Bruyère.
- 1953: Le Diable à quatre de Louis Ducreux, puesta en escena de Michel de Ré, Théâtre Montparnasse.
- 1959: La Revue de l'Alhambra de Paris de Roger Pierre y Jean-Marc Thibault, coreografía Don Lurio, música Claude Stiermans, Théâtre des Célestins.
- 1963: Mary, Mary de Jean Kerr, puesta en escena de Jacques-Henri Duval, Théâtre Antoine.
- 1965: Deux anges sont venus de Roger Pierre y Jean-Marc Thibault según Albert Husson, puesta en escena de Pierre Mondy, Théâtre de Paris.
- 1966: Le Festival du rire de Roger Pierre y Jean-Marc Thibault, Théâtre des Célestins.
- 1967: Qui est cette femme?  de Norman Krasna, puesta en escena de Jacques Fabbri, Théâtre de la Porte Saint-Martin.
- 1972: Le Jour le plus court de Jean Meyer, puesta en escena del autor, Théâtre des Célestins.
- 1973: Le Médecin malgré lui de Molière, puesta en escena de Jean-Marc Thibault, Théâtre Firmin Gémier / La Piscine.
- 1976: Monsieur Chasse! de Georges Feydeau, puesta en escena de Robert Dhéry, Théâtre de l'Atelier.
- 1977: El barbero de Sevilla de Beaumarchais, puesta en escena de Teddy Bilis, Théâtre des Célestins.
- 1977: Qui est qui? de Keith Waterhouse, Willis Hall, puesta en escena de Victor Lanoux, Théâtre des Célestins.
- 1978: La culotte de Jean Anouilh, puesta en escena de Jean Anouilh y Roland Piétri, Théâtre de l'Atelier
- 1981: Volpone de Jules Romains y Stefan Zweig según Ben Jonson, puesta en escena de Jean Meyer, Théâtre des Célestins.
- 1982: La viuda alegre  de Franz Lehar, puesta en escena de Alfredo Arias, Théâtre du Châtelet.
- 1984: Nos premiers adieux de Roger Pierre y Jean-Marc Thibault, Théâtre Antoine.
- 1986: Quai Ouest de Bernard-Marie Koltès, puesta en escena de Patrice Chéreau, Théâtre Nanterre-Amandiers, Rodolfe
- 1987: Ce soir on improvise de Luigi Pirandello, puesta en escena de Lucian Pintilie, Théâtre de la Ville.
- 1994: La Fille à la trompette de Jacques Rampal, puesta en escena de Gérard Caillaud, Théâtre de la Michodière.
- 1997: Cyrano de Bergerac de Edmond Rostand, puesta en escena de Jérôme Savary, Teatro nacional de Chaillot
- 1999: La Fille de Dublin, Espace Cardin.
- 2000: Glengarry Glen Ross de David Mamet, puesta en escena de  Marcel Maréchal, Théâtre du Rond-Point.
- 2001: Mistinguett, la última revista de Franklin Le Naour y Jérôme Savary, puesta en escena de Jérôme Savary, Teatro Nacional de la Opéra-Comique.